# Liao Taizong
Liao Taizong (chinesisch 遼太宗; sinisierter persönlicher Name Yelü Deguang; * 25. November 902; † 18. Mai 947 bei Shijiazhuang) war ab Dezember 927 bis zu seinem Tod der zweite Kaiser der vom Volk der Kitan gegründeten Liao-Dynastie.

## Leben
Yelü Deguang war der zweite Sohn des Häuptlings des Yelü-Clans, Abaoji, der 916 das Liao-Reich gründete und den Kaisertitel annahm, von dessen Gattin Shulü Ping. Der drei Jahre ältere Bruder von Deguang und Thronfolger, Yelü Bei, war bei den konservativen Kitan-Eliten wegen seiner intellektuellen Interessen – so besaß er etwa eine große Bibliothek – unbeliebt. Da außerdem die Primogenitur bei den Kitan nicht üblich war, mussten sie Yelü Bei anlässlich dessen Ernennung zum Thronfolger auf Anordnung Abaojis die Treue schwören. Ab 922 nahm Deguang in hohen militärischen Funktionen an den jährlichen Feldzügen der Kitan teil. Nach dem Tod Abaojis im September 926 übernahm dessen Witwe, die selbst eine bedeutende Anführerin von Militärexpeditionen gewesen war, vorläufig die Regentschaft. Unter Nutzung ihres Einflusses trat sie für die Thronfolge ihres jüngeren Sohns Deguang ein, da sie Yelü Bei wegen dessen Neigung für chinesische Kultur nicht als neuen Kaiser sehen wollte. Ende 927 lenkte Yelü Bei ein, womit Deguang als Kaiser mit dem Tempelnamen Taizong den Thron besteigen konnte.
Yelü Bei war immer noch Regent des nach der Eroberung des Königreichs Balhae an dessen Stelle geschaffenen Dongdan-Königreichs. Taizong sah in ihm weiterhin eine Bedrohung und befahl ihm im Jahr 929, seine Hauptstadt von Shangjing Longquanfu nach Liaoyang in der West-Mandschurei zu verlegen. Dongdan verlor seinen halbautonomen Status. 929 rebellierte der Stamm der Qungrat. Im gleichen Jahr sandte Taizong seinen jüngeren Bruder Yelü Lihu auf einen Feldzug gegen das Reich der Späteren Tang; er sollte Datong angreifen. 930 floh Yelü Bei an den Hof der  Späteren Tang-Dynastie. 933 unternahm Taizong selbst eine Militärexpedition gegen einige Stämme der Tanguten. Als im Reich der Späteren Tang der mächtige Statthalter Shi Jingtang gegen Kaiser Li Congke rebellierte, suchte er dabei die Unterstützung der Kitan. Taizu kam ihm mit einer Armee von 50.000 Reitern zu Hilfe und schlug das Heer der späteren Tang bei Taiyuan. Am 28. November 936 wurde Shi Jingtang als von den Kitan abhängiger Kaiser der Späteren Jin-Dynastie eingesetzt. 937 wurde Taizongs älterer Bruder Yelü Bei ermordet. Shi Jingtang musste Taizong als Dank für die von diesem geleistete Militärhilfe 938 die sechszehn Präfekturen, eine historische Region in Nordchina, abtreten. Zu dieser Region gehörte auch das Gebiet des heutigen Peking, das Taizong als seine neue „südliche Hauptstadt“ anlegen ließ.
Nach dem Tod Shi Jingtangs (942) kam dessen Neffe Shi Chonggui an die Macht, geriet aber unter den Einfluss des Militärbefehlshaber Jing Yanguang, der eine feindliche Haltung gegenüber den Kitan zeigte. Shi Chonggui hob die Handelsprivilegien der Kitan in seiner Hauptstadt Kaifeng auf und konfiszierte deren Besitz. Taizong erlitt bei einem daraufhin unternommenen Einfall ins Reich der Späteren Jin 945 eine Niederlage und musste auf einem Kamel vom Schlachtfeld fliehen. Die Kitan setzten jedoch den Streitkräften der Jin ständig zu und zwangen so deren Oberbefehlshaber Du Chongwei 946 zur Kapitulation. Anfang 947 zog Taizong widerstandslos in Kaifeng ein. Der Jin-Kaiser und seine Familie wurden verbannt und seine Armee aufgelöst. Nach dem Hauptfluss ihrer Heimat nahmen die Kitan nun den Dynastienamen Liao an.
Die Kitan hatten nur unzureichende Vorräte mitgenommen und plünderten daher Proviant in Kaifeng und dessen Umgebung. Ferner bürdeten sie der ansässigen Bevölkerung hohe Steuern auf und erregten dadurch deren Widerstand. Die Kitan wollten wichtige Beamte der Jin, aber auch Landkarten, Stelen mit klassischen Texten, Wasseruhren und Musikinstrumente in ihre eigene Hauptstadt schaffen. Taizu sah sich nun auch durch die Gründung der Späteren Han-Dynastie durch Liu Zhiyuan in Taiyuan bedroht. Nach dreimonatiger Besetzung machte sich Taizong auf den Rückmarsch von Kaifeng, erkrankte kurz vor dem Eintreffen in seinem Reich und starb am 18. Mai 947 im Alter von 44 Jahren beim heutigen Shijiazhuang.